# ポイント・ヴェレ空港
ポイント・ヴェレ空港（フランス語: Aéroport de Futuna - Pointe-Vele）はフランス海外準県のウォリス・フツナの属島である、フツナ島東部のヴェレ地区に位置する空港である。フツナ島の首府であるレーバ村からは約10km離れている。

## 就航路線
| 航空会社                             | 就航地                               |
| ------------------------------------ | ------------------------------------ |
| エア・カレドニア・インターナショナル | ウォリス島、ヌメア（ウォリス島経由） |